# Kamal al-Hajj
Kamal Youssef al-Hajj, auch al-Hadsch (* 1917; † 1976), war ein libanesischer Philosoph. Er war Maronit.
Al-Hajj arbeitete als Professor für Philosophie. Er war stark beeinflusst durch die französische Philosophie. Er promovierte an der Universität Sorbonne, Paris, mit einer Arbeit über Henri Bergson. Aber dennoch war er ein Verfechter der arabischen Sprache im Libanon. Durch sprachphilosophische Studien kam er auf die Frage der libanesischen Identität. Als Philosoph entwickelte er eine "libanesische Philosophie". Basierend auf der Dualität von Wesen und Existenz, letzteres ist eine Verwirklichung des ersteren, baute er ein philosophisches System. Diese Dualität angewandt auf den Libanon bedeutete für ihn: Religion ist eine Frage des Wesens, während Konfessionalismus eine Frage der Existenz ist. Konfessionalismus mit blindem Fanatismus ist für ihn kein Argument per se gegen Religion, sondern eine falsche Anwendung des Konfessionalismus. Er befürwortete den politischen Konfessionalismus im Libanon. Da Religion für ihn eine Frage der Doktrin ist, kann auch kein Staat oder keine Nation ohne Doktrin leben. Atheismus und Logik unterliegen für ihn auch einer Doktrin.
Er wurde durch ein Attentat während des libanesischen Bürgerkrieges ermordet.